# 중구·영도구 (2016년 선거구)
중구·영도구는 대한민국의 국회의원 선거구이다. 부산광역시 중구와 영도구 일대를 관할한다. 현 지역구 국회의원은 국민의힘의 조승환이다.

## 역사
대한민국 제20대 국회의원 선거를 앞두고 부산 원도심 지역의 선거구가 개편됨에 따라 중구·동구 선거구에서 중구 지역이 영도구 선거구와 통합되면서 중구·영도구 선거구가 신설되었다.

## 관할 구역
| 대수      | 관할 구역             |
| --------- | --------------------- |
| 20대~현재 | 중구 일원 영도구 일원 |

## 역대 국회의원
| 선거   | 정당 | 정당       | 의원     |
| ------ | ---- | ---------- | -------- |
| 2016년 |      | 새누리당   | 김무성   |
| 2020년 |      | 미래통합당 | 황보승희 |
| 2024년 |      | 국민의힘   | 조승환   |

## 역대 선거 결과

### 대한민국 제20대 국회의원 선거
|  | 55.80% |

|  | 40.74% |

|  | 3.45% |

### 대한민국 제21대 국회의원 선거
|  | 51.86% |

|  | 44.91% |

|  | 2.20% |

|  | 1.01% |

### 대한민국 제22대 국회의원 선거
|  | 54.82% |

|  | 43.54% |

|  | 1.62% |